# Payson (Arizona)
Payson é uma vila localizada no estado americano do Arizona, no condado de Gila. Foi incorporada em 1973.

## Geografia
De acordo com o United States Census Bureau, a vila tem uma área de 50,4 km², onde todos os 50,4 km² estão cobertos por terra.

### Localidades na vizinhança
O diagrama seguinte representa as localidades num raio de 40 km ao redor de Payson.

## Demografia
Segundo o censo nacional de 2010, a sua população é de 15 301 habitantes e sua densidade populacional é de 303,4 hab/km². Possui 8 958 residências, que resulta em uma densidade de 177,6 residências/km².